# 高木愛美
高木 愛美（たかぎ まなみ、1993年11月6日 - ）は、日本のAV女優。ファイブプロモーション所属。

## 略歴・人物
千葉県出身。趣味は、アニメ・マンガ・コスプレ・スポーツ・ショッピング・旅行。特技は、よく笑う。
2013年にAVデビューした企画女優。主に「玉木ちな（たまき ちな）」の芸名で出演。
2014年より「高木愛美」として活動。
同年5月29日、AV女優によるアイドルユニット・マシュマロ3Dに「マシュマロ☆グレープ」として加入。
2015年5月22日をもってマシュマロ3Dを卒業し、同年中にAV女優としての活動を休止。
2017年より「新美さくら（にいみ さくら）」として活動を再開。所属事務所はバンビプロモーション。

## 出演作品

### アダルトDVD

#### 「玉木ちな」名義
2013年
- 女子校生 ピン乳首オナニー（6月19日、ゑびすさん）※「玉森ななみ」名義　他出演:穂積ゆうり、天音こころ、荒木まい、みなみ瀬奈、飯田せいこ、北国まこ、日向めい
- 蠢舌涎鏡（7月19日、LABO）※「玉森ななみ」名義　他出演:茅ヶ崎ありす、ありさ、希咲あや、美波さくら、西浦まなみ、日向めい、北見藍、荒木まい、栗原すみれ、小坂りず、野口まりや、小倉もも、沢城ゆり
- 素人投稿シリーズ 【未成年（四八三）】 援交希望少女あいり●7歳（9月6日、ゴーゴーズ）※「あいり」名義
- 神聖な夫婦の寝室に男を連れ込む肉食系不倫妻（10月15日、スターパラダイス）他出演:芦名ユリア、麻生麗奈
- 催眠術を習得し、ワシを馬鹿にする娘たちにかけたった! そしたら一家の長になったぞよ!（10月20日、ネクストイレブン）共演:山本えれな、水澤りの
- 旦那がリストラ! 奥様たちの恥じらいソープ研修 2（10月20日、スターパラダイス）他出演:山本えれな、北原ちあき、麻生麗奈
- 童貞筆おろし男の潮吹きエステ 〜射精を超える天井知らずの気持ち良さ!極上美女の超絶テクニックで快楽の天国へお連れします〜（10月24日、ATOM）他出演:桜井あゆ、瀧川花音、三浦まい、脇坂エム
- ドスケベ老人ホームへようこそ（11月7日、グローリークエスト）共演:川島さな、羽賀そら美
- 丁寧に優しく女性をオルガズムに導くテクニック（11月20日、スターパラダイス）他出演:水澤りの
- 美しき勇者もーれつ仮面&学園探偵まぼろしリボン 前編 非情の怪奇人間椅子の巻（11月22日、GIGA）共演:新山かえで
- 美しき勇者♥もーれつ仮面&学園探偵まぼろしリボン 後編 恐怖の怪奇人間椅子VS校庭お仕置きの巻（11月22日、GIGA）共演:新山かえで
- JK高速ピストンオナニー（12月6日、OFFICE K'S）他出演:宇佐美なな、朝倉ことみ、花穂、飯田せいこ、横山夏希
- ヌードモデルのバイトで派遣されたのは女子校美術部!?（12月6日、虎堂）他出演:宇佐美なな、朝倉ことみ、あいかわ優衣、花穂
- 美人教師のHな極秘アルバイト 放課後校内ヘルス（12月19日、ATOM）他出演:さとう遥希、元山はるか、遠藤百音、青羽勇歩
- 直飲み専門 体液カフェ（12月20日、OFFICE K'S）他出演:朝倉ことみ、早川メアリー、野口まりや、杏紅茶々、宇佐美なな、花穂、あいかわ優衣
- 激臭!!爆音!! おなら責め（12月20日、OFFICE K'S）他出演:百田まゆか、杏紅茶々、みづなれい、横山夏希、大塚まゆ
- M男御用達 全身舐めマッサージ（12月20日、OFFICE K'S）他出演:朝倉ことみ、大塚まゆ、みづなれい

2014年
- 素人娘 初めてのディルドオナニー Vol.6（1月22日、OFFICE K'S）他出演:愛原ゆあ、葵こはる、吉村杏菜、新山かえで、あいかわ優衣 ほか
- 自画撮りオマ〇コ指オナニー（5月15日、グローリークエスト）他出演:成宮ルリ、武井麻希、南梨央奈、乙葉ななせ、保坂えり、白鳥ゆな、椿かなり、春日野結衣、高梨あゆみ、舞咲みくに、初美沙希、さくら悠、安達まどか
- 突撃潜入!! ちょっと気になるソープ初研修の実態（7月20日、スターパラダイス）他出演:香坂玲依寧、桜井るる、麻生麗奈、長谷川夏樹
- 「今日はおじさんと一緒の布団で寝る!!」 久し振りに実家に帰ってきた女子高生の姪っ子。昔を思い出してかベタベタまとわりついて離れない。ホームシックなのか子供の頃と同じように、一緒の布団で寝ようとする姪っ子。40代手前にして、未だ実家暮らしの彼女なし素人童貞の私も、優しい姪っ子に感動!そんないい子の姪っ子に嫌われないようにと、自制心で自分を抑えているが…。 姪っ子の成長した胸に釘付け&チラチラ見える乳首に、私の理性はあっさり崩壊! もう我慢できません!（7月24日、Hunter）他出演:愛原ゆあ、春日もな ほか
- セックスが本当に上手くなりたい貴方へ オルガズムに導くテクニック（11月20日、スターパラダイス）他出演:山見ゆな、大森あづさ、堂下紗世、平子さおり

2015年
- 旦那と子供がいない間に若い男を自宅に呼んで慌しいSEXをする普通の奥さん（1月20日、スターパラダイス）他出演:芦名ユリア、麻生麗奈、夏川みなみ、神崎久美

#### 「高木愛美」名義
2014年
- その場で会った素人男女のハニカミ濃厚ディープキス（1月23日、ナチュラルハイ）他出演:彩城ゆりな、あゆみ翼 ほか
- 石和温泉で見つけた卒業旅行中の女子大生の皆さん タオル一枚男湯入ってみませんか? シリーズ10周年 特別企画 ユーザーリクエスト歴代No.1ミッション 「男性客の大事なところを手で洗ってくる…」からの大爆発スペシャル!（2月6日、SODクリエイト）他出演:木島すみれ、冬瀬ゆら ほか
- SEXのハードルが異常に低い世界 7（2月6日、ディープス）他出演:湊莉久、高梨あゆみ、山本美和子、加納綾子、祐花凛、百瀬聡子
- 空港の出国審査ゲートでドッキリ羞恥身体検査 「あなた体の中に何か隠してるでしょ?」 楽しい海外旅行前で天国から地獄 マ○コからお尻の穴まで晒してすっぽんぽん（2月6日、ROCKET）他出演:芹野莉奈 ほか
- 100%真性中出し 元祖素人初撮り生中出し 217（2月15日、プラム）
- ミス ソフト・オン・デマンド 社内美人コンテスト 2014（3月6日、SODクリエイト）※「高山愛理」名義　共演:水野理沙、森脇結衣、星野眞子、森口理奈、山本りん、後藤あいこ、相沢希美、ミュウ
- 過激すぎるド素人娘 4時間スペシャル 12（3月14日、S級素人）他出演:藤原ひとみ、華美りの、渡辺もも、北原愛奈
- Teenハンティング vol.02（3月21日、DOC）他出演:愛須心亜、夢咲りぼん、藤嶋唯、桐山杏菜、桃原まみか ほか
- 「入れて」みたくてお股がヒクヒク!素人愛液でチ○ポはヌチュヌチュ! 一般人に18cmメガチ○ポを素股してもらったらこんなヤラしい事になりました。 2（4月10日、アイエナジー）※「マナミ」名義　他出演:サエ、ノゾミ、ハルナ、トモミ
- 「通学電車で女子高生にせんずりを見せつけさらに全裸にしてチ○ポをマ○コに擦りつけたら?」 VOL.1（4月10日、DANDY）他出演:湊莉久、綾見ひかる、佳苗るか ほか
- 素人娘ヘアヌードコレクション5時間（4月11日、S級素人）他出演:花穂、なつみ、早坂リア、吉見さあや、辺見麻衣、間野はるな、石井ゆりこ、佐山あづみ、咲月りこ、百合川さら、西川りおん、石原あい、柚木まりあ、城田るり、間宮純、辻井ゆう、川越ゆい、浅倉結衣、有本紗世、中野翔子
- ナンパガチ交渉！素人娘にフェラチオお願いしました!（4月11日、S級素人）他出演:城田るり、間宮純、辻井ゆう、川越ゆい、浅倉結衣、有本紗世、中野翔子
- マッサージ中に勃起してしまった男性客のチ●コにパンティを濡らすエステティシャンが淫乱に豹変する瞬間!（4月18日、OFFICE K'S）他出演:川越ゆい、辻井ゆう、中野翔子、城田るり、有本紗世、浅倉結衣、間宮純
- リミット 儚い恋か永遠の友か（5月10日、ホットエンターテイメント）共演:有村千佳
- 社員旅行で女子社員に囲まれて男は僕1人の王様ゲーム! 女性だらけの会社に就職してしまった僕。毎日、お茶くみや雑用等なんでも押し付けられている僕なので、社員旅行で温泉旅館に行っても状況は同じでまったく気が休まらない。でも僕をいつもパシリにしている上司の言い出した『王様ゲーム』で超楽しい社員旅行に激変!「王様の命令は絶対!」なので、嫌がりながらも意外とノリノリでエロい命令にも従い予想外にオイシイ思いができた!（5月10日、Hunter）共演:真木今日子、北川エリカ、本田莉子、春日もな ほか　他出演:大塚れん、星川麻紀、椎名まりな ほか
- “涙の挿入ショー” 『ボクをイジメから救ってくれたのにごめんなさい!』 学校でいつもイジメられているボクを唯一救ってくれたのはクラスのマドンナ的存在でもある学級委員長!彼女がイジメのターゲットにされてしまい、彼女と無理矢理セックスをさせられたボクは童貞喪失!露骨に嫌がる彼女を目の当たりにしてもどうしても止める事が出来ませんでした…。 だって言われた通りにエッチすればイジメないって言ってたし、何よりこんな美人とヤレるチャンスは二度と来ないと思ったら、考えようによってはラッキー!!二度おいしい!御馳走様です!（5月10日、アパッチ）他出演:桜木郁、有本紗世、春原未来 ほか
- 突然5人の義姉ができた! まったく女の子に縁がなかったボクに父親の再婚がきっかけで美人な義姉が5人もできた!『美女に囲まれハーレム状態!夢のような毎日が始まる!』なんて思っていたボクがバカでした。義姉達には相手にされないどころか「キモい!」「出ていけ!」「こんな義弟いらない!」と罵声の嵐! いい加減、頭にきたボクは眠薬や媚薬を飲ませて片っ端から犯しまくってヤリました!（5月10日、アパッチ）共演:羽川るな ほか
- 媚薬レズバトル 暴力、罵声一切なし女同士の本気のイカセ合い対決 〜白目を剥いて失神したらKO負け!止まらない痙攣アクメ爆裂潮吹き〜（5月22日、ROCKET）共演:大崎美佳、雨宮真貴、柏木あづさ
- バレたら罰金100万円!!関東某所にある人気ピンサロ店内で果たして生中出し本番行為は可能なのか!!特効媚薬を使い徹底検証!! PART2（5月23日、SCOOP）他出演:今井花菜、美緒みくる、相葉レイカ、桂木麻耶、宮崎由麻
- 女子高生 通学路連れ回し痴漢 お嬢様女子校の通学路でウブそうなお嬢様女子校生に声をかけ道を聞くフリをして路地に連れ込みお漏らしするほど感じさせろ!!（6月19日、アパッチ）他出演:鈴木ありす、小西まりえ、瀧川花音、西園寺れお、通野未帆、伊藤りな
- 新婚ママ限定!マジックミラー一軒家「庭の旦那からは見えないから…」初めて旦那以外の前で下着一枚になる貞操妻!羞恥からの興奮!愛液グショグショで結局「寝取られ」SEX（6月27日、SCOOP）他出演:篠田彩音、西田みさ、花穂、水希杏
- こんな狭い内風呂でまさかの混浴!?（男は僕ひとり） 男ひとりで温泉旅行に来たけれど、楽しみにしていた露天風呂がまさかの緊急閉鎖!仕方がないので内風呂に入ろうとしたら、まさかその内風呂が混浴に変更!? こんな狭い内風呂に、巨乳女子大生達が大量に入って来て大胆な格好ではしゃぎまくり。逆に気まずい僕は隅っこでションボリしていたら、周りを囲まれ襲われちゃいました! 2（7月10日、Hunter）共演:石原あい、堤まほ　他出演:有沢りさ、水城唯、美泉咲、枢木みかん、木ノ花あみる、浜崎真緒
- くすぐり♥パンティーマッサージ vol.7（7月15日、ワニッチ）他出演:今井花菜、夏海花凛、倉科紗央莉
- WET DANCE 〜透け〜（8月1日、ゑびすさん）他出演:松下美雪、愛代さやか、冬瀬ゆら、水沢りの、舞咲みくに
- 「常に性交」デザイン事務所（株）（8月7日、SODクリエイト）共演:椿かなり、横山みれい、通野未帆、堀内秋美、原美織、聖菜アリサ、夏海花凛
- おはズボッ! せめてシャワー浴びさせて〜! 嫌がってるわりにはマン開スペシャル（8月20日（レンタル）/10月24日（セル）、アテナ映像）他出演:高瀬杏、羽川るな、宇佐美ゆあ、長瀬涼子
- 素人学生さんに早漏改善のお手伝いしてもらっちゃいました（8月21日、AKNR）※「まなみ」名義　共演:はるか　他出演:かおり、なぎさ、のぞみ、かりん、みか
- 素人奥様に仮性包茎チ○ポを素股してもらったらこんなヤラしい事になりました。（9月25日、アイエナジー）他出演:高梨あゆみ、篠原優、羽月希 ほか
- エロ過ぎる下着でお仕事? 白衣の下のドエロな本性がハッキリ見えちゃってます!ナース服からクッキリと透けちゃうほどドスケベな下着をつけているナースは、患者からのセクハラを実は内心期待しているどころか、犯されるのを望んでいる!（9月25日、Hunter）他出演:伊藤りな、小西まりえ、小野麻里亜、瀧川花音、水希杏
- 最悪だ! 僕の部屋を勝手に掃除したお母さんに、隠していたAVが見つかってしまった! 7 しかも、お母さんは近所のママ友たちと勝手に僕のAVを鑑賞!あのいつも優しそうだった隣の若奥様の目が潤んでメスの目になって、僕の股間に手が!（10月9日、Hunter）共演:新山かえで、高梨あゆみ　他出演:羽月希、綾瀬みなみ、有沢りさ、木ノ花あみる、冴島かおり ほか
- 高校生活もあと1年を迎え、思い出作りのために写真部の僕が女子達の写真を朝から晩まで撮らされることに。もともと女生徒が多い学校なので、ほぼ女子校ノリでパンツ見せブラ見せなどは当たり前!ファインダー越しに見る生々しいパンツやブラジャーは、風景や動物しか撮ったことのない僕には刺激が強過ぎていとも簡単に勃起!するとそれを見た女子たちが…!（11月20日、Hunter）他出演:水咲仁美、紺野ひかる、百瀬みお、南梨央奈、夏海花凛、小鳥遊はる、小西まりえ、浅倉愛、若月まりあ、夕樹あさひ
- ごっくん志願! 13 精飲育成指導を受ける少女（12月5日、S.P.C）
- マ●コに連続ぶっかけ中出しトイレ痴漢 有名お嬢様女子校近くで見つけたウブそうな女子校生を付け回し逃げ込んだ公衆トイレでぶっかけ中出し痴漢で妊娠するほど感じさせろ!!（12月6日、アパッチ）他出演:彩城ゆりな、篠宮ゆり、板野有紀、麻里梨夏 ほか
- GOSSIP BOYS episode 3 「The fight & The face」（12月15日、ワニッチ）
- ドラゴン西川の素人本気ナンパ 西武新宿線沿線の素人さんをナンパして潮!小便!唾!涎!汗!愛液! 女の子のお汁を飲ませてもらっちゃいました!!（12月18日、グローリークエスト）他出演:小野麻里亜、京野結衣、あゆみ翼、大見はるか

2015年
- 彼氏の前でイキガマン!! 当てたら彼氏が10万円!! バレなきゃ彼女が10万円!! 〜彼氏が彼女を売るゲーム!?マジックミラー越しの彼女の下半身は完全無防備!!〜（1月9日、DIY）※「はるな」名義　他出演:ねね、さき、あい、あき
- 密室・女子校生ナマ中出し援交 1 巨乳Fカップ地味女子●生 まなみ（仮名・1●才）（1月13日、HERO）※「まなみ」名義
- 図書館失禁痴漢 痴漢に襲われ声を押し殺してガマンしていたら、あろうことかマ○コに即効性の強力媚薬を塗られ何度も痙攣失禁イキさせられた真面目女子校生（1月22日、アイエナジー）他出演:彩城ゆりな、阿部乃みく、春日野結衣、白咲碧
- 「今なら中に出しても大丈夫だから…ねぇ…」 妊娠したのでもう妊娠の心配がなくなった途端性欲が高まり、旦那だけでは満足出来ず自宅にやって来たお客さんを手当たりしだいに誘惑し中出しさせまくるヤリマン若妻（1月22日、Hunter）他出演:新山かえで、水野葵 ほか
- 女子に囲まれて男は僕ひとり!?の王様ゲーム 6 放課後の教室で女子だけでやっている王様ゲームに遭遇。偶然その場を見てしまった僕は拒否権無しの強制参加!普段からクラスの女子にはひどい扱いを受けているので、ビビりながらもメンバーに加わったら予想外のオイシイ展開に…。 「王様の命令は絶対!!」このルールのおかげで僕は放課後のエロ大王になれた!（2月5日、Hunter）他出演:里咲しおり、乙葉ななせ、石原ゆりな、海野空詩、夏海花凛 ほか
- 観光に訪れる男たちを村娘の下品な性接待で中出しさせて妊娠したら婿に入ってこの村に住めと承諾させる温泉宿（2月5日、Mr.michiru）共演:初美沙希、羽月希、水原さな、かのんこゆる、相田零
- 純愛☆妹アイドル マシュマロ3D お兄ちゃん、お注射してください 大乱交スペシャル!（2月25日、kawaii*）共演:愛須心亜、彩城ゆりな、美緒みくる
- 宇宙星女アンドロメディーナ（2月27日、GIGA）共演:吉川いと
- 妖艶小悪魔女幹部ヒーロー凌辱（2月27日、GIGA）共演:あいださくら
- 伊香保温泉で見つけたお嬢さん タオル一枚男湯入ってみませんか? 赤面お嬢さん倍増!撮り下ろし 12名チ○ポ洗い大量暴発スペシャル!!+10年間でたった3人しか撮れなかった、男湯から出てきたお嬢さんの超レアSEX映像!!!（3月5日、SODクリエイト）他出演:春海紗奈、浅見せり、星野ひびき、一ノ瀬麗花、猫田りく、杉崎絵里奈、加藤あやの、南せりな ほか
- シングルマザー限定!!危険日直撃!100万円争奪! 生中出しじゃんけん大会! 8（3月5日、Mr.michiru）共演:浅倉愛、美泉咲、かのんこゆる、桐麻あかり、星野ひびき
- 子作り目的で温泉宿にやって来て、どこでもイチャつく若い夫婦を羨ましそうに覗き見ていた仲居(独身)が欲情して嫁よりも先に自分のマ○コに中出ししてほしいと旦那を誘惑!うたた寝する嫁の隣でバレないように声を押し殺して濃厚精子を搾り取る!!（3月5日、Mr.michiru）他出演:初美沙希、羽月希、水原さな、かのんこゆる、相田零
- もう死んだってかまわない! 超ラッキーの連続で巻き起こるスケベ過ぎる一日!鼻血が止まらないくらいの夢のエロハプニング続出! 2（3月7日、ゴールデンタイム）他出演:阿部乃みく、成海うるみ、星野ひびき、枢木みかん、西村江梨、柳あいな、優菜真白、西野沙絵
- 美女と包茎6 包茎チンカス喰い（3月20日、S.P.C）他出演:春原未来、星川麻紀、月野こころ
- あなたの壮絶な過去を売って下さい! 1日に何度も犯されたアンラッキーな女たち!（4月7日、ゴールデンタイム）他出演:南梨央奈、逢沢るる、武藤つぐみ、宇佐木もも
- 宇宙特捜アミーVS悪の女軍団 大ピンチ!（4月10日、GIGA）共演:樹花凜、夏海花凛、涼南佳奈、聖菜アリサ、美沢優
- 自律神経破壊くすぐり 〜ローションオイルぬるぬるで感度倍増〜（4月19日、フェティッシュジャパン）他出演:川瀬ことみ、来栖なほ、今井ほのか、宮下ゆず季、高村ひよ奈、相沢れおな、矢口理央、武藤つぐみ、倉科もえ
- お電話を頂ければ、あなたの自宅で巨乳女子大生が｢宅飲みコンパニオン｣としてお酌をしてくれます（4月23日、Mr.michiru）他出演:浅倉愛、美泉咲、星野ひびき、かのんこゆる、桐麻あかり
- 東京都○鷹市A氏からの投稿 変態教師が出来の悪い女子校生の弱みを握り淫行する現場を鬼畜盗撮（5月1日、変態紳士倶楽部）共演:初芽里奈　他出演:彩城ゆりな、夏海花凛、竹内真琴、あやね遥菜
- JK12人のエッチなおま○こがい〜っぱい♥ 語り掛け自画撮り指だけオナニー 私と一緒にいこうね♥（5月15日、プリモ）他出演:夏海いく、青井いちご、小司あん、桜木郁、夏海花凛、舞園かりん、逢沢るる、夏芽ひなた、青島かえで、小谷みく、美沢優
- 女幹部軍団絶体絶命（5月22日、GIGA）共演:聖菜アリサ、桜瀬奈、砂川梨那、宮澤玲奈
- デリヘル嬢を口説いて本番! 隠し撮り VOL.8（7月25日、口説きんぐ）他出演:睦見しほ

#### 「新美さくら」名義
2017年
- 突然できた義理の姉はうっかりパンチラをしがち!年頃の僕は毎日勃起が止まらない!結局ガマンできなくなって両親がいない日におそっちゃいました（7月6日、アイエナジー）他出演:藍奈みずき、玉木くるみ、あまねめぐり
- ゲリラ豪雨の後に我が家で宅飲み。濡れ透けの同期入社に興奮して…。（7月6日、F&A）共演:生駒はるな、高城アミナ、麻里ひなの
- 人妻レズ相姦 姉妹編（7月27日、グラフィティジャパン）共演:生駒はるな　他出演:泉朱音、朝丘みなみ、道重咲、仁美まどか
- 親友の結婚祝いに行ったついでに前から好きだった女とNTRセックス（8月10日、F&A）他出演:高城アミナ

2018年
- 新入社員がスーパークールビズで出社してきました。（9月20日、F&A）共演:佐々波りの、道重咲
- SOD女子社員立ち飲み酒場オープン記念! 社内抜き打ち健康診断 普段立ち飲み屋で働く女子社員の身体の隅々まで業務中に抜き打ちCHECK! 羞恥度120％の8SEX収録!!（10月11日、SODクリエイト）共演:望月りさ、星咲伶美、葉山りん、夢乃美咲、葉月もえ、優月まりな、佐々倉まみ、天希ユリナ
- 風邪で休んだ童貞の僕をからかってパンチラ誘惑する妹のクラスメイト（10月11日、アイエナジー）共演:七海ゆあ、初瀬かのん、坂下ゆあ、七栄ここ
- ブラック企業の新入社員教育（10月11日、F&A）他出演:なごみ
- パンチラでオナニーしたい草食男子のための リクエストdeパンチラ（10月25日、アロマ企画）他出演:星咲伶美、涼海みさ、まなかかな、海空花、星宮あかり
- くどいほど乳首殺し 2 あとほんの少しペニスに刺激が与えられればイケるくらい快感は高まっているのに、決定的な刺激が与えられないまま長時間耐え続け…焦らされて焦らされて、僕はおかしくなった…（11月2日、OFFICE K'S）他出演:伊東紅蘭、坂下ゆあ、七海ゆあ、浅倉真凛
- ぷるるんおっぱい・Tバックパンツ 挑発コレクション 2（11月25日、アロマ企画）他出演:羽生ありさ、玉木くるみ、美咲結衣、真田美樹、葉月美音
- こっそり角オナニー 4（12月13日、アロマ企画）他出演:愛里るい、浅見せな、和久井智美、高稲夏鈴、葉月美音

### イメージDVD
- 湯けむり美女と混浴で…（2016年3月30日、オルスタックソフト販売）
- シリーズ・湯けむり美女図鑑 其ノ壱（2017年2月25日、オルスタックソフト販売）他出演:波多野結衣、尾島みゆき、葉山美空
- 湯けむり女ふたり旅（2017年12月28日、オルスタックソフト販売）共演:葉山美空